# Óscar Montoya Montoya
Óscar Montoya Montoya (Antioquia siglo XX-30 de marzo de 2021) fue un político y arquitecto colombiano. Miembro del Partido Conservador Colombiano.

## Biografía
Se desempeñó como Representante a la Cámara y gobernador de Antioquia entre 1975 y 1976, designado por el gobierno de Alfonso López Michelsen.
De igual forma durante el gobierno de Alfonso López Michelsen fue ministro de Trabajo, en dicho cargo nombró como secretario general del ministerio a Álvaro Uribe Vélez, futuro presidente del país. Montoya renunció al cargo el 3 de mayo de 1978. Habría tenido vínculos con la narcotraficante Griselda Blanco. Fue columnista en el diario El Colombiano.
Fue mencionado en un archivo desclasificado en abril de 2024, del gobierno de Estados Unidos como parte de una red de corrupción y narcotráfico. 